# Jerry Cotton (Film)
Jerry Cotton ist eine Neuverfilmung, die auf den Kriminalromanen der gleichnamigen Heftreihe des Bastei Lübbe Verlags basiert. Die Action-Komödie startete am 11. März 2010 in den deutschen Kinos. Hauptdarsteller sind Christian Tramitz und Christian Ulmen, produziert wurde von der Rat Pack Filmproduktion in Koproduktion mit Studio Babelsberg unter der Regie von Cyrill Boss und Philipp Stennert.

## Handlung
Zu Beginn eilt FBI-Agent und Workaholic Jerry Cotton, obwohl er seit über 48 Stunden nicht geschlafen hat und gerade mal schnell ein kleines Mädchen aus den Händen seiner Entführer retten musste, zu einem neuen Tatort. Im Wasserbett eines Nobelapartments wurde ein Mann erschossen aufgefunden, und Jerry erkennt in dem Toten seinen alten Widersacher Sammy Serrano. Serrano war ein wichtiges Organ der New Yorker Unterwelt und vergab viele Aufträge an Dritte, wodurch er selbst unerkannt blieb – deshalb nannte man ihn den Puppenspieler. Cotton verfolgte ihn vor Jahren wegen des States-Union-Goldraubes, jedoch wurde die Anklage aus Beweismangel abgewiesen – schuld war Cottons damalige Kollegin Daryl Zanuck.
An einer raschen Aufklärung am Puppenspieler-Mord interessiert, folgt Cotton einer Spur zu dem Bordell Cristallo. Zu seinem Leidwesen kann er aber nicht in gewohnter Einzelgänger-Manier ermitteln, denn ihm wird ein neuer Kollege zugeteilt, Phil Decker, ein untalentierter Neueinsteiger, frisch von der FBI-Akademie und ein geradezu fanatischer Fan von Jerry Cotton. Jerry ignoriert seinen eifrigen Partner, so gut es geht, und schleust sich undercover im Cristallo ein. Es gelingt ihm tatsächlich, das Vertrauen einer Gangsterbande unter der Führung des deutschstämmigen Gangsterbosses Klaus Schmidt zu gewinnen, und er wird sogar mit einem wichtigen Kurierdienst betraut. Doch dieser entpuppt sich bald darauf als Falle, und Cotton gilt schließlich selbst als Hauptverdächtiger im Puppenspieler-Mord.
Das gesamte FBI, allen voran dessen Chef Mr. High und die Internal-Affairs-Ermittlerin Daryl Zanuck, wenden sich gegen Jerry Cotton und jagen ihn quer durch die Stadt. Die harte Fassade um den sonst so selbstsicheren Jerry Cotton beginnt zu bröckeln, und er sucht Hilfe bei Phil Decker, welcher zwischenzeitlich suspendiert wurde. Phil Decker sieht eine Chance, sich zu rehabilitieren, und hilft bei der Aufklärung. Die einstige Abneigung Cottons gegenüber seinem neuen Kollegen, entwickelt sich nach diversen Anlaufschwierigkeiten zu einer echten Männerfreundschaft.
Cotton und Decker finden heraus, dass Zanuck den Gangster Serrano ermordet und seinen Posten als Puppenspieler übernommen hat. Auf diese Weise konnte sie heimlich seinen Plan zu Ende führen und sich das geraubte States-Union-Gold unter den Nagel reißen. Gleichzeitig hat sie Jerry Cotton in die Falle gelockt und die Ermittlungen gegen ihn geleitet. Im New Yorker Zollhafen kommt es schließlich zum Showdown.

## Hintergründe
Der Film ist nicht als Parodie auf die alten Verfilmungen aus den 1960er Jahren angelegt, sondern eine Neuinterpretation der Figur aus dem Hause Bastei Lübbe. Trotzdem gibt es im Film diverse Andeutungen und Querverweise zu den Originalen. Neben der im Stil der 1960er Jahre gehaltenen visuellen Umsetzung gibt es auch den roten Jaguar E-Type, Cottons Smith-&-Wesson-Revolver, zahlreiche Namen aus den Originalfilmen und den Heftromanen (wie beispielsweise Steve Dillaggio, John Flybert oder Joe Brandenburg).
Die Bar Cristallo, in der sich Jerry Cotton undercover einschleust, erscheint bereits im ersten Cotton-Film Schüsse aus dem Geigenkasten als Bowlingbahn eines Kriminellen namens Christallo. In Mr. Highs Büro hängt außerdem ein Bild von George Nader, und Jerrys neuer Jaguar XKR trägt das Nummernschild JC 1954 – das Jahr, in dem der erste Roman erschien. Außerdem ist der Original-Cotton-Marsch von Peter Thomas in einer neuen Version zu hören.
Genau wie die Original-Filme aus den Sechzigern wurde auch Jerry Cotton in Berlin und Hamburg gedreht. Mit Hilfe von Computereffekten (Matte Paintings) wurden in vielen Einstellungen eine stilisierte New Yorker Skyline oder der New Yorker Hafen eingesetzt. Lediglich die Helikopterflüge über die Stadt und diverse Autofahrten wurden an Originalschauplätzen in New York gedreht.
Die Figur des bösen Deutschen Klaus Schmidt wurde an den deutschen Bösewicht Herrn Starr aus der Comic-Reihe Preacher von Garth Ennis angelehnt.
Der Name der Leiterin der Dienstaufsichtsbehörde Daryl Zanuck ist eine Anspielung auf den Filmproduzenten und Drehbuchautor Darryl F. Zanuck.

## Kritik
„Mit augenzwinkernden Anleihen an Men in Black oder der klassischen Showdownszene in Zwölf Uhr mittags gibt diese ernsthafte Buddy-Action-Komödie auch Cineasten Futter. Anders als Neues vom Wixxer, der die alten Edgar-Wallace-Filme persifliert, ist Jerry Cotton keine Parodie und kitzelt dennoch die Lachmuskeln bis zur Erschöpfung.“

„Cyrill Boss’ und Phillip Stennerts Krimi-Klamauk ‚Jerry Cotton‘ reicht nicht an ihren stilistisch vergleichbaren Vorgängerfilm ‚Neues vom Wixxer‘ heran, weil trotz ansprechender Optik und eines gewissen Trashcharmes die Gagquote zu niedrig ausfällt und das Ziel, eine reine Action-Komödie an den Start zu bringen, verfehlt wird.“

„Insofern ist ‚Jerry Cotton‘ ein kurzweiliges und lustiges Kinoerlebnis für all jene, die von den allzu ernsten Agenten-Filmen die Nase voll haben und so richtig entspannen wollen. Und fürs Auge ist auch noch gesorgt: In größeren und kleineren Rollen engagierten die Regisseure Cyrill Boss und Philipp Stennert die Elite des deutschen Films.“

„Viele gute Ideen, einige gut geschriebene Gags kontrastieren mit dem Cameo-Overkill, dem schlappen Timing und der oft durchhängenden Spannungskurve, so dass am Ende eher der Eindruck zurückbleibt eine überlange Tramitz & Friends-Folge gesehen zu haben, als einen eigenständigen Spielfilm.“

„… Der Look des Films, die Kulissen, die Kostüme, die Mischung aus retro und modern begeistern, jedes Bild wirkt wie komponiert und kann sich mit internationalen Maßstäben messen lassen.“

## Auszeichnungen
Die Tongestalter Manfred Banach, Christian Conrad und Tschangis Chahrokh erhielten 2011 eine Nominierung für den Deutschen Filmpreis 2011.
Zweimal Deutscher Kamerapreis 2011 für Jerry Cotton. Torsten Breuer und Stefan Essl erhielten die Auszeichnung in den Kategorien „Beste Kamera Kinospielfilm“ und „Bester Schnitt“.